# Croton parodianus
Espèce
Croton parodianus est une espèce de plantes à fleurs du genre Croton et de la famille des Euphorbiaceae, présente au Brésil (Maranhão).